# Tweed (stof)

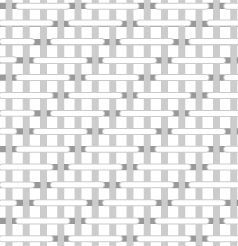
Structuur van een 3/1 tweed.

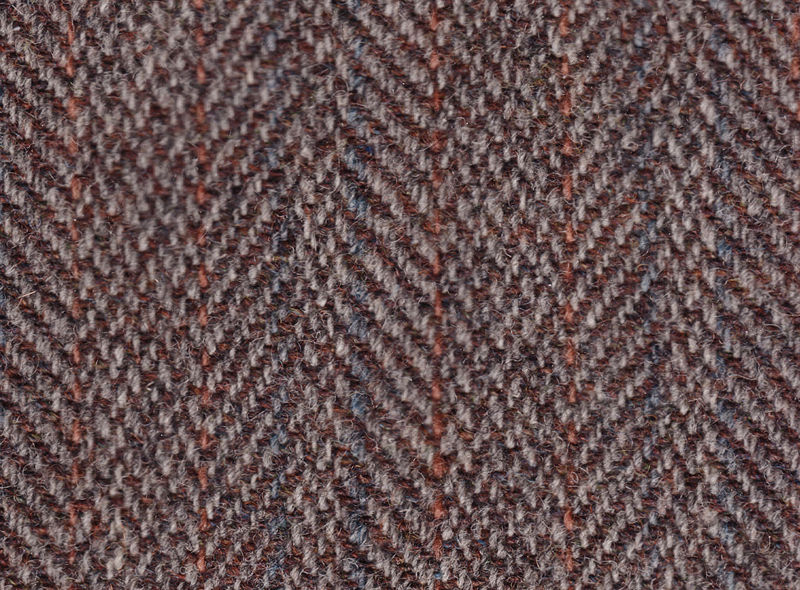
Harris tweed

Tweed is een grove, wollen stof uit Groot-Brittannië. Deze stof ontleent zijn naam aan de streek waar het voor het eerst werd geproduceerd, namelijk langs de rivier de Tweed. Een andere verklaring is dat het woord afkomstig is van het Schotse tweel, dat keper betekent. Deze binding wordt meestal voor tweed gebruikt.
Tweed wordt zeer dicht geweven. De stof is dan ook direct als zodanig te herkennen. De weeftechniek maakt de stof zeer hecht. Het is dan ook goed wind- en waterwerend. De stof vertoont de schuine keperlijn en wordt uit geverfde garens geweven. Soms worden effectgarens met wolnoppen gebruikt.
De tweed-industrie is nog een belangrijke nijverheid op vele van de westelijke eilanden van Schotland; de bekendste soort is het Harris-tweed, dat op het eiland Na Hearadh (Harris (eiland)) geweven wordt en een speciaal certificaat draagt. Dit certificaat wordt enkel verleend wanneer de wol van Buiten-Hebridische schapen afkomstig is en de stof op de eilanden zelf geweven werd.
Het weven van tweed is een oud ambacht, dat tevens tot het ontstaan van de waulking songs heeft geleid, liederen die gecomponeerd werden om op het ritme van het 'schuren' van de stof gezongen te worden. Teneinde het tweed zacht en soepel te maken, wordt het door een groep mensen ritmisch over een houten tafel heen en weer gewreven. Hierbij treedt een zeker mate van vervilting op.

## Soorten tweed
- Harris-tweed
- Donegal-tweed: de naam van deze tweed is afgeleid van het Ierse graafschap Donegal. De stof is grof, wat een rustieke uitstraling geeft, en heeft contrastkleurige stippen die bekend staan als “neps” of “slubs” die sportief en casual lijken.

## Veelvoorkomende Tweedpatronen
Tweed kan worden gemaakt in talloze patronen met verschillende kleuren en ontwerpen. Hoe druk of levendig een patroon is, heeft ook invloed op de algehele formaliteit van de tweedstof.
- Plain Twill: dit is een eenvoudige weving met een diagonaal patroon.
- Overcheck Twill: dit is een effen keperbinding met een groot ruitmotief in contrasterende kleur.
- Plain Herringbone: zo genoemd omdat het lijkt op visgraten. De richting van de schuinte wisselt kolom per kolom af om 'v'-vormen te creëren.
- Overcheck Herringbone: bestaat uit een visgraatbinding met daaroverheen een ruit in verschillende kleuren. Het wordt ook wel “Estate Tweed” genoemd, omdat het een populair algemeen ontwerp was op de Engelse landgoederen.
- Barleycorn: is meestal grof en hebben een weefpatroon dat het effect geeft van gerstekorrels als je het van dichtbij bekijkt.
- Gestreepte tweeds bevatten verticale lijnen om zichtbare strepen van verschillende grootte te creëren.
- Houndstooth: dit patroon lijkt op de achtertanden van een hond en bleek een zeer effectieve vorm van camouflage te zijn. Het grotere houndstooth patroon wordt gecontrasteerd met de kleinere “dogtooth” en de nog kleinere “puppytooth”.
- Checked: een patroon van horizontale en verticale lijnen die kleine vierkantjes vormen. Het wordt soms versterkt door een grotere overcheck in een andere kleur.
- Tartan en plaids